# Marsrevolutionen i Ecuador 1845
Den 6 mars 1845 revolterade folket i Guayaquil, Ecuador mot general Juan José Flores under ledarskapet av general António Elizalde och överstelöjtnant Fernándo Ayarza. Folket intog Guayaquils artilleribaracker tillsammans med andra militära och civila anhängare, bland annat vakterna. Flores kapitulerade vid sin bostad, La Elvira, nära Babahoyo och accepterade förhandlingar, som bland annat innehöll kravet att han skulle lämna ifrån sig makten och alla hans förordningar, lagar, och parlamentsakter skulle upphöra, och avsluta 15 års utländsk dominans i Ecuador. Flores fick 20 000 pesos i kompensation för sin egendom, och lämnade omedelbart Ecuador för Spanien. Ecuador kom sedan att styras av ett tremannaråd som bestod av José Joaquín de Olmedo, Vicente Ramón Roca och Diego Noboa.